# 비르 자만라르 추쿠로바
《비르 자만라르 추쿠로바》(튀르키예어: Bir Zamanlar Çukurova)는 2018년 방영된 터키의 텔레비전 드라마이다.